# Kiserdő
Koordináták: é. sz. 49,0742°, k. h. 18,2995°49.074200°N 18.299500°E
Kiserdő (1899-ig Huorka, szlovákul Hôrka) Lednicróna településrésze, korábban önálló falu Szlovákiában, a Trencséni kerületben, a Puhói járásban.

## Fekvése
Puhótól 6 km-re délnyugatra, a Vág jobb oldalán fekszik. Lednicróna északi csücskét alkotja. 

## Története
A 18. század végén Vályi András így ír róla: „HUORKA. Tót falu Trentsén Várm. földes Urai több Urak, lakosai katolikusok, fekszik Bitarován alól, nap kelet felé Zolnához 3/4 mértföldnyire.”
Fényes Elek 1851-ben kiadott geográfiai szótárában így ír a faluról: „Huorka, tót falu, Trencsén vmegyében, a Vágh jobb partján 96 kath. lak. F. u. többen.”
1910-ben 131, túlnyomórészt szlovák anyanyelvű lakosa volt. A trianoni békéig Trencsén vármegye Puhói járásához tartozott.
Előbb Magasival egyesítették Horenická Hôrka néven, majd ezt az egyesített települést Lednicrónához csatolták.

## Külső hivatkozások
- Kiserdő Szlovákia térképén

## Lásd még
- Lednicróna
- Magasi
- Medne
- Perecsényszabadi